# Cannibal (EP)
Cannibal ist die erste EP der US-amerikanischen Pop-Sängerin und Rapperin Ke$ha. Sie wurde am 22. November 2010 in den USA über ihre Label RCA Records und Sony sowohl als eigenständiger Tonträger, als auch als Erweiterung des Debütalbums Animal veröffentlicht.
Ursprünglich sollte Cannibal lediglich als Deluxe-Version von Animal veröffentlicht werden, aber durch den Erfolg von Animal und deren Single-Auskopplungen entschied man sich eine neue EP aufzunehmen und diese separat zu veröffentlichen. Die EP enthält neun Lieder. Ke$ha arbeitete mit verschiedenen Musikproduzenten und Songwritern zusammen, zum Beispiel Dr. Luke, Benny Blanco, Ammo, Max Martin und Bangladesh.

## Hintergrund
Zu Cannibal erzählte Ke$ha in einem Interview:

“This year has been carnivorous and life-changing. […] My only goal with this record is to keep them dancing. The songs on Cannibal were made to inspire people to ignore any hate or judgment and be themselves unapologetically. It’s the perfect companion to Animal and I hope you guys like it. And if you don’t like it – bite me”

„Dieses Jahr war anstrengend und hat mein Leben verändert. (…) Das einzige Ziel dieses Album ist es meine Fans zum Tanzen zu bringen. Die Songs auf Cannibal wurden geschrieben, um Leute dazu zu inspirieren, Hass oder Vorverurteilungen zu ignorieren und sie selbst zu sein, ohne sich zu entschuldigen. Es ist die perfekte Ergänzung zu Animal und ich hoffe, ihr mögt es. Und wenn ihr es nicht mögt – Leckt mich!“

Die EP wurde im September 2010 in den Conway Studios mit Dr. Luke aufgenommen. Wie bei ihrem Debütalbum arbeitete Ke$ha mit den gleichen Produzenten und Songwritern: Dr. Luke, Ammo, Benny Blanco und Max Martin. Bangladesh ist der einzige neue Produzent für Cannibal. Ke$ha sagte, sie wolle mit dem Album „gute, positive und tanzbare Musik“ veröffentlichen, die alle mögen. Ke$ha erklärte: „I feel like I’m creating this hopefully very youthful and irreverent movement of the kids, of like adolescence. I feel like the parents don’t get it, but the kids get it. And they deserve to have more good, positive music“.

## Singles
We R Who We R wurde offiziell am 25. Oktober 2010 als erste Single der EP veröffentlicht. Das Lied wurde bereits am 14. Oktober 2010 auf Ke$has offizieller Website vorgestellt.
Mit We R Who We R will Ke$ha zeigen, wie viel Spaß man beim Tanzen in der Nacht haben kann. Vor allem aber wollte sie den Leuten mit ihrer Musik etwas vermitteln. Im Refrain singt sie: „Heute Abend machen wir einen drauf/ als wenn die Welt uns gehöre/ Wir reißen sie auseinander Ihr wisst, dass wir Superstars sind/ wir sind, was wir sind.“
Ke$ha erklärte, dass die Selbstmorde unter Teenagern in den USA einen gewissen Einfluss auf die Entstehung des Liedes hatten. Insbesondere der Fall des 18 Jahre alten Tyler Clementi, der sich das Leben nahm, nachdem er gegen seinen Willen von seinem Zimmerkollegen an der Universität als homosexuell geoutet wurde, beeinflusste das Lied stark. Ke$ha fühlte eine starke Verbindung zu dem öffentlichen Hass, der ihr auf Grund ihres Andersseins entgegenschlug. Allerdings seien die Probleme und Widrigkeiten, die sie lösen musste, nichts im Vergleich zu dem, was die Teenager durchmachen mussten.

## Rezension
Das deutsche Online-Magazin laut.de kritisierte die EP deutlich. Die EP wird als Ausschuss des Debütalbums bezeichnet und dem Management der Künstlerin deren Ausverkauf vorgeworfen. Der Redakteur Karim Chughtai beschreibt die EP in seiner Rezension als „Frechheit“, „grottig“, „überproduziert“, „vorhersehbar“, „erbärmlich“, „hohl“ oder auch „lieblos“. Es würde „unverblümt und schamlos auf den geneigten Fan geschissen“.
| # | Titel                    | Produzent                                                  | Länge |
| - | ------------------------ | ---------------------------------------------------------- | ----- |
| 1 | Cannibal                 |                                                            | 3:14  |
| 2 | We R Who We R            | Dr. Luke, Benny Blanco, Ammo                               | 3:24  |
| 3 | Sleazy                   | K. Sebert, Gottwald, Levin, Shondrae Crawford, Klas Åhlund | 3:25  |
| 4 | Blow                     | Dr. Luke, Max Martin, Benny Blanco, Kool Kojak             | 3:40  |
| 5 | The Harold Song          |                                                            | 3:58  |
| 6 | Crazy Beautiful Life     |                                                            | 2:50  |
| 7 | Grow a Pear              |                                                            | 3:28  |
| 8 | C U Next Tuesday         | K. Sebert, David Gamson, Marc Nelkin                       | 3:45  |
| 9 | Animal (Billboard Remix) | K. Sebert, Gottwald, Greg Kurstin, Pebe Sebert             | 4:15  |

## Kommerzieller Erfolg

### Chartplatzierungen
In Deutschland, der Schweiz und Großbritannien wurden die Verkäufe denen des Albums Animal hinzugezählt.
| ChartsChartplatzierungen       | Höchstplatzierung | Wochen |
| ------------------------------ | ----------------- | ------ |
| Österreich (Ö3)                | 67 (1 Wo.)        | 1      |
| Vereinigte Staaten (Billboard) | 15 (33 Wo.)       | 33     |

| ChartsJahrescharts (2011)      | Platzierung |
| ------------------------------ | ----------- |
| Vereinigte Staaten (Billboard) | 69          |

### Auszeichnungen für Musikverkäufe
| Land/Region               | Auszeichnungen für Musikverkäufe (Land/Region, Auszeichnung, Verkäufe) | Verkäufe  |
| ------------------------- | ---------------------------------------------------------------------- | --------- |
| Vereinigte Staaten (RIAA) | 2× Platin                                                              | 2.000.000 |
| Insgesamt                 | 2× Platin ·                                                            | 2.000.000 |

Hauptartikel: Kesha/Auszeichnungen für Musikverkäufe